# Plutodes unindentata
Plutodes unindentata är en fjärilsart som beskrevs av Holloway 1976. Plutodes unindentata ingår i släktet Plutodes och familjen mätare. Inga underarter finns listade i Catalogue of Life.